# Загмук (опера)
«Загмук» — опера А. Крейна по пьесе А. Глебова в 4 действиях, 6 картинах. Шла на сцене Большого театра в 1930—1931 годах.

## История
29 мая 1930 года в Большом театре состоялась первая постановка оперы «Загмук». Хормейстер В.Степанов, дирижер В. Небольсин, режиссер Н. Смолич, балетмейстер И. Моисеев, художник П. Соколов. Музыка А. Крейна, либретто написано по одноименной пьесе А. Глебова. В журнале «Жизнь искусства» отмечали игру Жуковской, Политковского, Златогорова, Ханаева, в особенности выделяя А. Пирогова.
Спектакль демонстрировался 15 раз и последний раз был показан зрителям 27 апреля 1931 года.

## Действующие лица
- Зер-Сибан, лидер восставших рабов — В. Политковский
- Убар-Ирситим, мелкий купец — С. Красовский
- Ильтани, его дочь — Г. Жуковская
- Бель-Наид, музыкант — Н. Ханаев
- Нингал-Умми, жена ассирийского наместника — Б. Златогорова
- Нингир-Син, ассирийский наместник — А. Пирогов
- Мар-Аммурим, раб — А. Чаплыгин
- Абимильки, купец — Н. Барышев
- Адная, раб — М. Новоженин
- Саргал-Ниниб, ассирийский военачальник — С. Колтыпин
- Нирари, адъютант наместника — А. Перегудов
- Зер-Бани, главный жрец — И. Сердюков
- Эабани, раб-преступник — И. Скобцов
- Надсмотрщик за рабами — А. Савицкий
- Тамманиту, раб — Е. Соковнин
- Уруру, раб-негр — А. Кожевников
- Старик-покупатель — Д. Пеньковой
- Бичевщик — А. Савицкий
- Ассирийский купец — Е. Соковнин
- Младший жрец — К. Кондратьев
- Первый раб — В. Малинин
- Второй раб — К. Кондратьев[4]

## Либретто
Действие разворачивается в Древнем Вавилоне, в 703 году до нашей эры. Вавилонские рабы ненавидят купцов, которым тяжело живется под гнетом ассирийских завоевателей. Настает загмук — праздник весны. Во время этого праздника происходит смена года, и в течение 5 дней все становятся «господами». Во время праздника происходит восстание и власть захватывают рабы. Купцы и жрецы понимают, что им будет выгоднее, если все будет как раньше. Они отравляют воду в городе и запугивают людей гневом Всевышнего. Ассирийцы убивают восставших рабов. На фоне этих драматических событий развивается история любви между юной девушкой Ильтани, оказавшейся в гареме ассирийского наместника и музыкантом Бель-Наидом.